# Polskie Towarzystwo Neurochirurgów
Polskie Towarzystwo Neurochirurgów (PTNCh) – polskie towarzystwo naukowe zrzeszające lekarzy neurochirurgów.

## Cele działania
Głównym celem towarzystwa jest pogłębianie wiedzy związanej z chirurgią układu nerwowego. Towarzystwo to ma za zadanie rozwijać i podnosić poziom wiedzy fachowej członków. Ma także za zadanie współpracować z Polską Akademią Nauk i jej odpowiednikami za granicą. Oprócz towarzystw naukowych ma także za zadanie rozwijać współpracę z Izbami Lekarskimi. Polskie Towarzystwo Neurochirurgów jest reprezentantem neurochirurgii polskiej w kraju i za granicą.

## Prezesi
m.in.
- Jerzy Wroński (1993–1995)[2]
- Andrzej Radek (2000–2005)[3]
- Marcin Roszkowski (2011–2021)
- Piotr Ładziński (od 1 stycznia 2022)[4]